# Principe Dōjonyūdō
Principe Dōjonyūdō (道助入道親王, Dōjonyūdō shinnō; 7 novembre 1196 – 28 febbraio 1249) è stato un poeta giapponese waka, principe della famiglia imperiale giapponese e monaco buddista (Nyūdōshinnō 入道親王) del primo periodo Kamakura.
È considerato uno dei Trentasei nuovi immortali della poesia (新三十六歌仙 Shin Sanjūrokkasen).
Suo padre era l'imperatore Go-Toba e sua madre era la figlia del Naidaigon Hōmon Kiyonobu, i suoi fratelli erano l'imperatore Tsuchimikado (della stessa madre), il principe Masanari e l'imperatore Juntoku. Il suo nome prima della sua conversione religiosa era Principe Nagahito (長仁親王 Nagahito-shinnō).
Gli fu conferito il titolo di principe imperiale nel 1199. Nel 1201 entrò nel tempio buddista di Ninna-ji e nel 1206 divenne monaco buddista e accettò i precetti Vinaya, avendo come tutore il principe imperiale e monaco buddista, il principe Dōhō.
Nel 1212 divenne Ācārya o insegnante buddista e nel 1214 successe al suo tutore come ottavo monzeki del tempio Ninna-ji. Era il cappellano di suo padre quando fu esiliato e arrestato dopo la guerra Jōkyū, nel 1239 si ritirò sul monte Kōya dove sarebbe morto 10 anni dopo.
Come poeta ha partecipato a vari concorsi waka nel 1220, 1225 e 1248 ed è stato anche organizzatore di altri concorsi. Alcune delle sue poesie furono incluse nell'antologia Shinchokusen Wakashū e 38 di queste sarebbero state incluse nelle varie antologie imperiali.